# Khojimat Erkinov
Khojimat Erkinov (Taskent, 29 de mayo de 2001) es un futbolista uzbeko que juega en la demarcación de centrocampista para el Pakhtakor Tashkent F. K. de la Superliga de Uzbekistán.

## Selección nacional
Tras jugar en varias categorías inferiores de la selección, finalmente hizo su debut con la selección de fútbol de Uzbekistán en un partido amistoso contra Tayikistán que finalizó con un resultado de 2-1 tras los goles de Murod Kholmukhamedov y Shakhzod Ubaydullaev para Uzbekistán, y de Zoir Dzhuraboyev para Tayikistán.

### Goles internacionales
| # | Fecha                    | Estadio                                         | Oponente   | Gol | Resultado | Competición                        |
| - | ------------------------ | ----------------------------------------------- | ---------- | --- | --------- | ---------------------------------- |
| 1 | 23 de septiembre de 2022 | Estadio de Goyang, Goyang, Corea del Sur        | Camerún    | 0-1 | 0-2       | Amistoso                           |
| 2 | 16 de noviembre de 2022  | Estadio Pakhtakor Markaziy, Taskent, Uzbekistán | Kazajistán | 1-0 | 2-0       | Amistoso                           |
| 3 | 17 de junio de 2023      | Estadio Bunyodkor, Taskent, Uzbekistán          | Tayikistán | 4-1 | 5-1       | Copa de Naciones CAFA 2023         |
| 4 | 26 de marzo de 2024      | Estadio Bunyodkor, Taskent, Uzbekistán          | Hong Kong  | 2-0 | 3-0       | Clasificación para el Mundial 2026 |
| 5 | 25 de marzo de 2025      | Estadio Azadi, Teherán, Irán                    | Irán       | 0-1 | 2-2       | Clasificación para el Mundial 2026 |

## Clubes
| Club                              | País       | Año       | Partidos | Goles |
| --------------------------------- | ---------- | --------- | -------- | ----- |
| F. K. Kokand 1912 (cedido)        | Uzbekistán | 2019      | 8        | 0     |
| F. C. AGMK (cedido)               | Uzbekistán | 2020      | 10       | 1     |
| Pakhtakor Tashkent F. K.          | Uzbekistán | 2020-2022 | 60       | 10    |
| F. C. Torpedo Moscú               | Rusia      | 2022-2023 | 24       | 0     |
| Pakhtakor Tashkent F. K. (cedido) | Uzbekistán | 2023-2024 | 15       | 7     |
| Al-Wahda F. C.                    | EAU        | 2024-2025 | 39       | 1     |
| Pakhtakor Tashkent F. K.          | Uzbekistán | 2025-     |          |       |

## Palmarés

### Títulos nacionales
| Título                                     | Club                     | País       | Año  |
| ------------------------------------------ | ------------------------ | ---------- | ---- |
| Superliga de Uzbekistán                    | Pakhtakor Tashkent F. K. | Uzbekistán | 2020 |
| Supercopa de Uzbekistán                    | Pakhtakor Tashkent F. K. | Uzbekistán | 2021 |
| Superliga de Uzbekistán                    | Pakhtakor Tashkent F. K. | Uzbekistán | 2021 |
| Supercopa de Uzbekistán                    | Pakhtakor Tashkent F. K. | Uzbekistán | 2022 |
| Superliga de Uzbekistán                    | Pakhtakor Tashkent F. K. | Uzbekistán | 2023 |
| Copa de Liga de los Emiratos Árabes Unidos | Al-Wahda F. C.           | EAU        | 2024 |